# World Programming System
Das World Programming System (WPS) ist eine Software für Statistik, welche die Sprache SAS verwendet. Es wurde 2002 vom Unternehmen World Programming veröffentlicht.
Mit dem WPS können Scripte, welche die Statistiksprache SAS verwenden, bearbeitet und ausgeführt werden. Code kann über eine Kommandozeilenumgebung im Batch-Modus ausgeführt werden oder interaktiv über die grafische Benutzeroberfläche und integrierte Entwicklungsumgebung WPS Workbench. Die WPS Workbench basiert auf Eclipse. Damit kann SAS-Code auch auf remote Servern im Netzwerk oder in der Cloud ausgeführt werden. Auch Multithreading ist möglich. Das WPS unterstützt zahlreiche statistische Analyse- und Grafikfunktionen der SAS-Sprache, Makros und Output für Reporting in mehreren Formaten. Es können andere Programmiersprachen und Datenbanken eingebunden werden und Dateien verschiedener Formate eingelesen werden.
2012 entschied der Europäische Gerichtshof nach Klage des SAS Institute, dass das WPS, welches keinen Zugriff auf den Quellcode von SAS hat, durch das Reengineering nicht gegen das Copyright verstoße, da das Copyright nicht die Software-Funktionalität, die Programmiersprache und Dateien betreffe.